# David Gibson
David A. Gibson (Santa Ana, 5 novembre 1975) è un ex giocatore di football americano statunitense che ha giocato nel ruolo di safety per quattro stagioni nella National Football League (NFL). Fu scelto nel corso del sesto giro (193º assoluto) del Draft NFL 2000 dai Tampa Bay Buccaneers. Al college ha giocato a football alla University of Southern California.

## Carriera professionistica
Gibson fu scelto nel corso del sesto giro dei Draft 2000 dai Tampa Bay Buccaneers. Con essi disputò tutte le 4 stagioni della carriera tranne un intermezzo con gli Indianapolis Colts nel 2002. La sua esperienza nella NFL si concluse con 47 partite giocate di cui nove come titolare, tutte nel 2002, con 95 tackle, un sack, un intercetto e due fumble forzati.

## Palmarès

### Franchigia
- Super Bowl : 1

Tampa Bay Buccaneers: XXXVII
- National Football Conference Championship: 1

Tampa Bay Buccaneers: 2002

## Statistiche
| Partite totali      | 47 |
| Partire da titolare | 9  |
| Tackle              | 95 |
| Intercetti          | 1  |
| Sack                | 1  |
| Fumble forzati      | 2  |

Statistiche aggiornate al 28 novembre 2012